# Grand Bé
Grand Bé (auch Grand Bey) ist eine Gezeiteninsel (französisch Île-de-marée) im Ärmelkanal vor Saint-Malo, im Département Ille-et-Vilaine in der Bretagne in Frankreich, die bei Ebbe vom Festland aus zugänglich ist. Die gesamte Insel, auf der sich das Grabmal des französischen Schriftstellers Chateaubriand (1768–1848)  befindet, ist als Monument historique geschützt.
Etwas vorgelagert liegt Petit Bé, die bei Ebbe über Grand Bé zugänglich ist. In der Bucht von Saint-Malo kann man mit bis zu 12 Metern einen der größten Gezeitenunterschiede Europas erleben.

## Geschichte
Die Bewohner von Saint-Malo wählten 1308 während eines Aufstandes gegen den Bischof auf Grand Bé einen Bürgermeister. Um 1360 erbauten Einsiedler eine Kapelle, die zuerst Notre-Dame-du-Laurier und später Saint-Ouen geweiht war.
Im 16. Jahrhundert diente Grand Bé als befestigte Quarantäneinsel für den Hafen von Saint-Malo. Gegen Ende des 17. Jahrhunderts wurde die Befestigung nach Plänen von Sébastien Le Prestre de Vauban durch den Ingenieur Siméon Garangeau ausgebaut und durch die Festungsanlage auf Petit Bé ergänzt. 1697 war das Fort du Grand Bé mit zwölf Kanonen, drei Mörsern und 204 Soldaten bestückt. Die Befestigungen wurden im Zweiten Weltkrieg von der deutschen Wehrmacht zur Aufstellung schwerer Küstengeschütze und Fliegerabwehrkanonen genutzt und deshalb durch amerikanischen Artilleriebeschuss während der Schlacht um Saint-Malo und Luftangriffe weitgehend zerstört.
Der französische Schriftsteller und Diplomat François-René de Chateaubriand wurde 1848 auf Grand Bé beigesetzt. 20 Jahre vor seinem Tod hatte der Schriftsteller den Wunsch geäußert, auf der Insel vor seiner Heimatstadt beigesetzt zu werden. Sein Grabmal ist denkmalgeschützt und trägt auf eigenen Wunsch keine Inschrift.

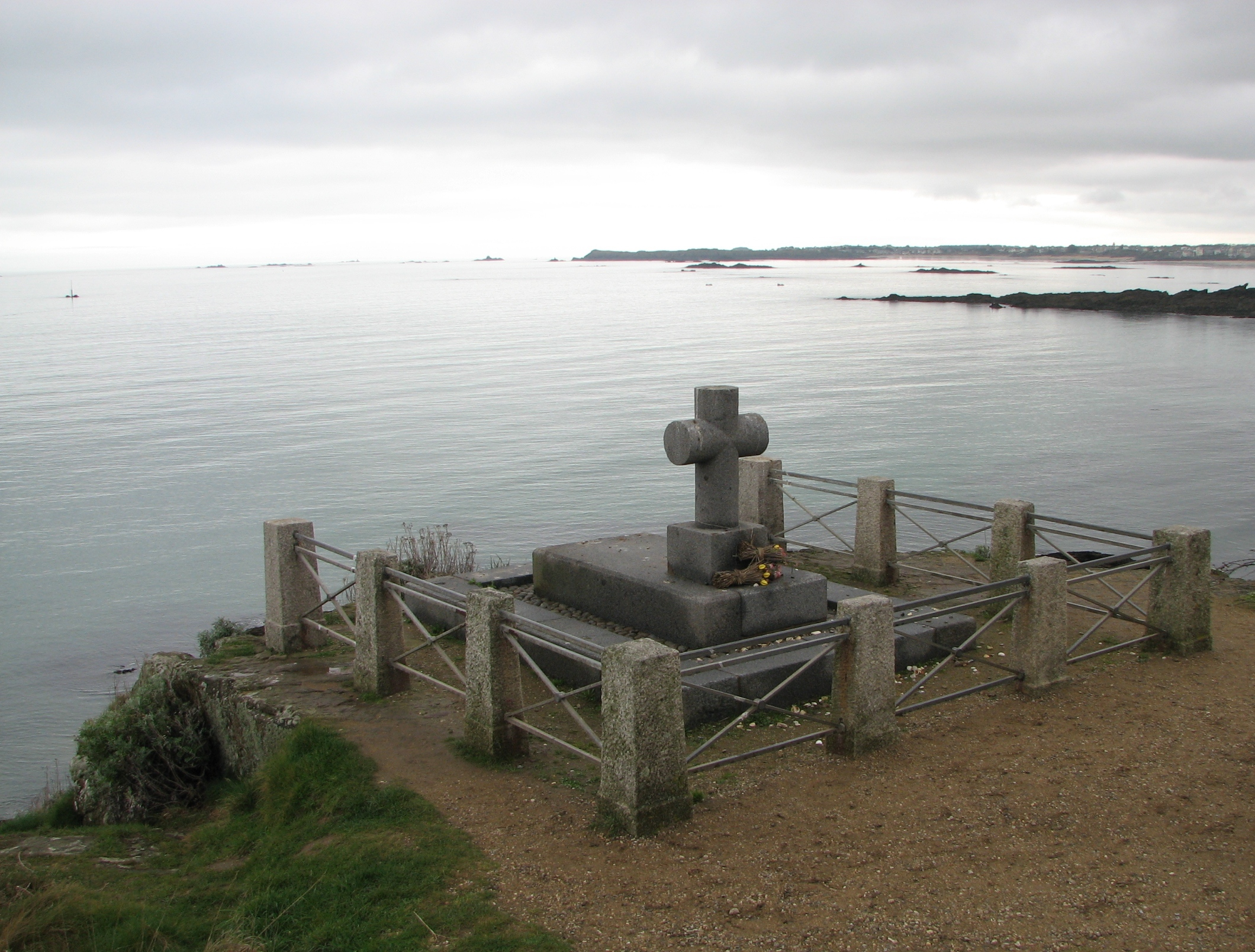
Grab von Chateaubriand
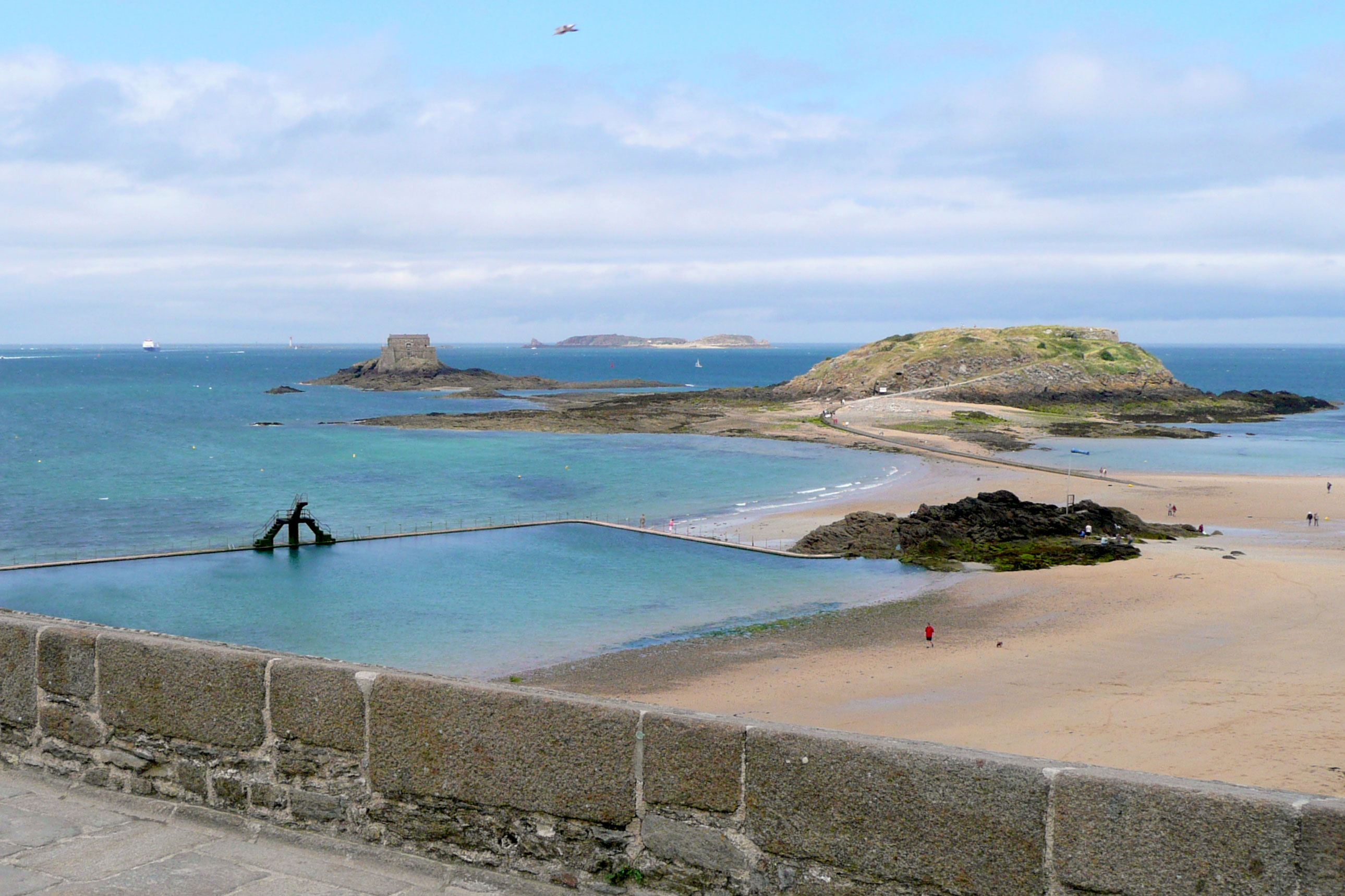
Blick auf Grand Bé und Petit Bé
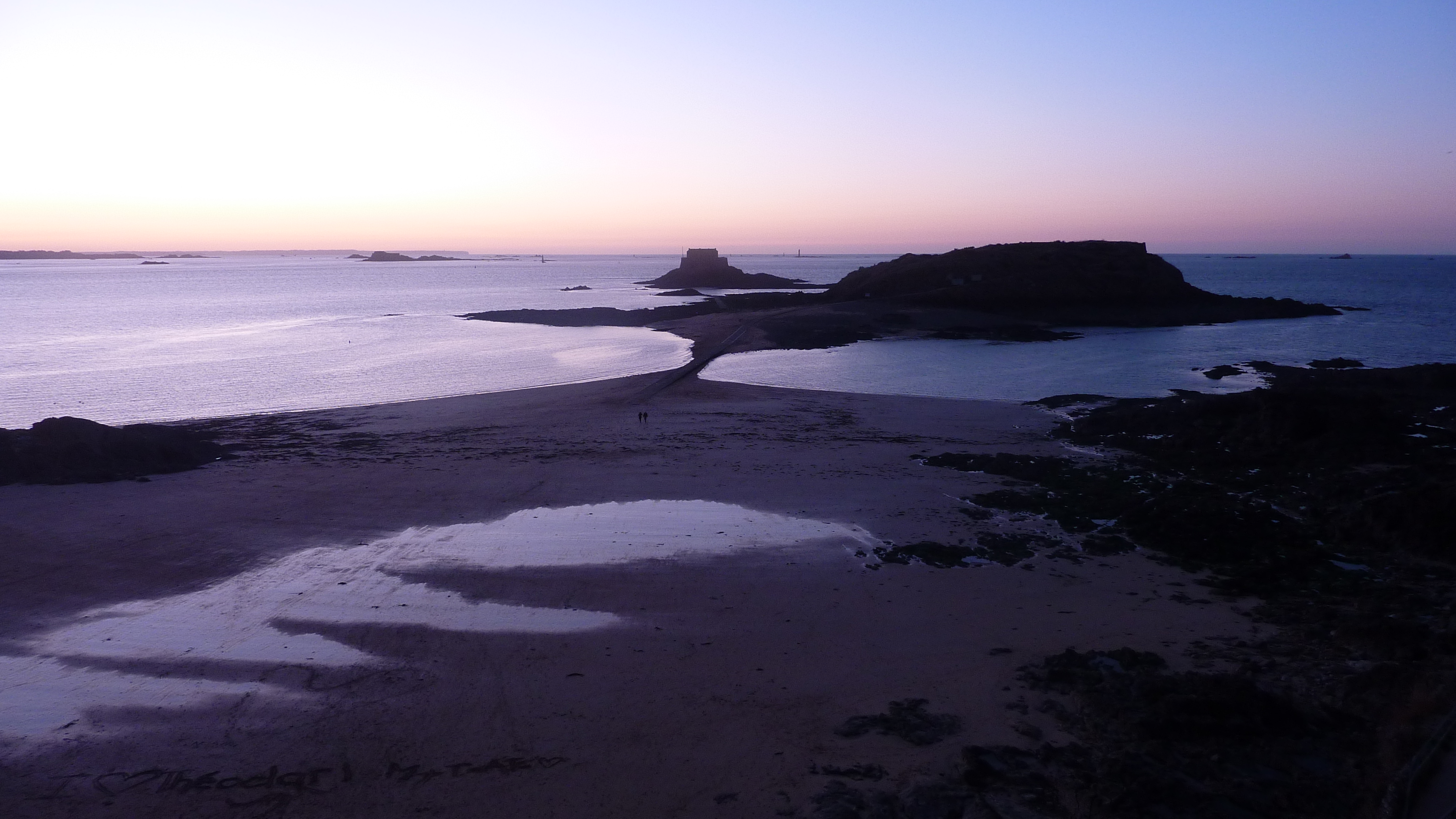
Beide Inseln bei Sonnenuntergang